# Pelmatosilpha subalata
Pelmatosilpha subalata är en kackerlacksart som beskrevs av Henri Saussure och Leo Zehntner 1893. Pelmatosilpha subalata ingår i släktet Pelmatosilpha och familjen storkackerlackor.
Artens utbredningsområde är Colombia. Inga underarter finns listade i Catalogue of Life.